# 青森市中央市民センター
青森市中央市民センター（あおもりしちゅうおうしみんセンター）は青森県青森市にある公民館である。所在地は松原1丁目6の15。

## 概要
この施設は1969年青森市中央公民館として発足し、一時期は青森市文化センターとも呼ばれていた。1990年代後半に正式名称を青森市中央市民センターに変えたが、市民の間では現在でも中央公民館や青森市文化センターとも呼ばれ親しまれ続けている。
プラネタリウムが5階（一般の人が入れる最上階）にあり、121名収容可能である。その他、1階に図書コーナー、2階には青森空襲資料展示室がある。4階はかつて1990年代初めまでは子ども向けの科学紹介の場として使われていたが、設備の老朽化に伴い改装され現在は小ホールとして利用されている。
尚、プラネタリウムの投影機はコニカミノルタプラネタリウム株式会社製で現在稼働しているものの中では最古のもので保存を求める声が上がっている。
3階までは吹き抜けで、1階の寿集会室、2階の講堂、4階の小ホールが良く用いられるほか、正面玄関入口内のフリースペースは各種展示などに用いられている。

### 周辺施設
施設周辺には平和公園、棟方志功記念館(閉館)、青森市立堤小学校、青森県立北斗高校、勤労青少年ホーム、松原ポンプ場、青森勤労者プール。アウガに移転するまでは道路斜向かいに青森市民図書館があった。
開館時間は9:00 - 22:00、休館日は毎月第3日曜日と12月29日 - 1月3日。

## 中央市民センター分館
- 小柳分館
- 松森分館
- 駒込分館
- 戸山分館
- 筒井分館
- 中筒井分館
- 大矢沢分館
- 田茂木野分館
- 合子沢分館
- 雲谷分館
- 高田分館
- 野沢分館
- 細越分館
- 安田分館
- 浪館分館
- 三内分館
- 岩渡分館
- 石江分館
- 白旗野分館
- 戸門分館
- 鶴ヶ坂分館
- 相野分館
- 西滝分館
- 岡町分館
- 西田沢分館
- 飛鳥分館
- 瀬戸子分館
- 内真部分館
- 小橋分館
- 左堰分館
- 後潟分館